# Karel Evald
Karel Evald (19. ledna 1896 Nusle – 8. září 1943 Věznice Plötzensee) byl československý soudce, sokol a odbojář z období druhé světové války popravený nacisty.

## Život

### Před druhou světovou válkou
Karel Evald se narodil 19. ledna 1896 v Nuslích u Prahy v rodině sazeče a aktivního Sokola Martina Evalda a členem sokola byl i se svými sourozenci od útlého věku. Vystudoval Reálné gymnázium v Křemencově ulici a v roce 1915 byl přijat pražskou právnickou fakultu. Již v roce 1916 byl ale odveden do c. a k. armády a v jejích řadách se účastnil bojů bojů na Soči a na Piavě. Do Československa se vrátil v listopadu 1918 a hned druhý den se přihlásil k sokolskému pluku Stráže svobody, se kterým odjel na Slovensko bojovat s Maďary. Poté dokončil studium práv a stal se soudcem ve slovenských Sečovcích, od roku pak 1926 u okresního soudu v Košicích. Po celou dobu byl aktivním sokolským činovníkem. Po Mnichovské dohodě se musel i s rodinou vrátit do Čech, v březnu 1939 byl jmenován soudním radou v Táboře.

### Během druhé světové války
Po německé okupaci se okamžitě zapojil do sokolských odbojových struktur. Poprvé byl zatčen v červenci 1941 načež strávil osm týdnů v terezínské Malé pevnosti, odkud se ještě nakrátko v zuboženém stavu vrátil. Po nástupu Reinharda Heydricha byla v říjnu 1941 spuštěna Akce Sokol, při které došlo k zatčení asi 1500 sokolských činovníků včetně Karla Evalda. Po šesti týdnech byl opět propuštěn. Obě výše zmíněná věznění ještě nesouvisela s odbojem, ale s jeho běžnou angažovaností v Sokole. Již za aktivní protinacistický odboj byl zatčen 23. října 1942. Vězněn byl v Táboře, Pankráci, Gollnowě a berlínské věznici Moabit. Popraven byl během tzv. Krvavých nocí 8. září 1943 v berlínské věznici Plötzensee.

## Rodina
Karel Evald měl bratry Jaroslava a Ladislava a sestru Jarmilu. Bratr Jaroslav Evald byl československým legionářem, důstojníkem a odbojářem v rámci Obrany národa. Popraven byl ve stejné věznici 10. června 1943. Dcera Dagmar Evaldová byla za války nuceně nasazena, po ní a po roce 1989 se stala významnou činovnicí Sokola.

## Připomínky
- Na fasádě domu, kde žila rodina Evaldových (Vratislavova 129/36, Praha 2 - Vyšehrad) byla dne 8. září 2021 umístěna pamětní deska bratrům Karlovi a Jaroslavovi Evaldovým. Na desce je nápis: "V tomto domě žila významná sokolská rodina Evaldových, z níž pocházeli obětaví členové protinacistického odboje, bratři / mjr. Jaroslav EVALD / sokol, legionář, voják, člen odbojové organizace Obrana národa, popraven nacisty 10. června 1943 v Berlíně-Plötzensee / a JUDr. Karel EVALD / sokol, právník, člen odbojové organizace Obec sokolská v odboji, popraven nacisty 8. září 1943 v Berlíně-Plötzensee. Čest jejich památce!"[4][5]
- Na Vinohradském hřbitově v Praze se nachází kenotaf (symbolický hrob) Karla a Jaroslava Evaldových. Na desce je nápis: "SVATÉ PAMÁTCE POPRAVENÝCH V BERLÍNĚ - PLÖTZENSEE / PPL. JAROSLAV EVALD 6. 11. 1894 - 10. 6. 1943 / VRCH. SOUD. RADA JUDR. KAREL EVALD / 19. 1. 1896 - 8. 9. 1943."[6]
- Jméno Karla Evalda je uvedeno na pamětní desce v Tyršově domě (Újezd 450/40, Praha 1 - Malá Strana). Na desce je nápis: "NA PAMĚŤ ČLENŮ ÚSTŘEDÍ ČOS, KTEŘÍ PŘINESLI V LETECH 1939 – 1945 OBĚŤ NEJVYŠŠÍ (následuje výčet jmen) JUDR. KAREL EVALD *19. 1. 1896 +8. 9. 1943 BERLÍN."[7]
- Jméno Karla Evalda je uvedeno na pamětní desce obětem 1. a 2. světové války v Táboře (Fügnerova ulice, u vchodu do Sokolovny, pravá deska).[8]

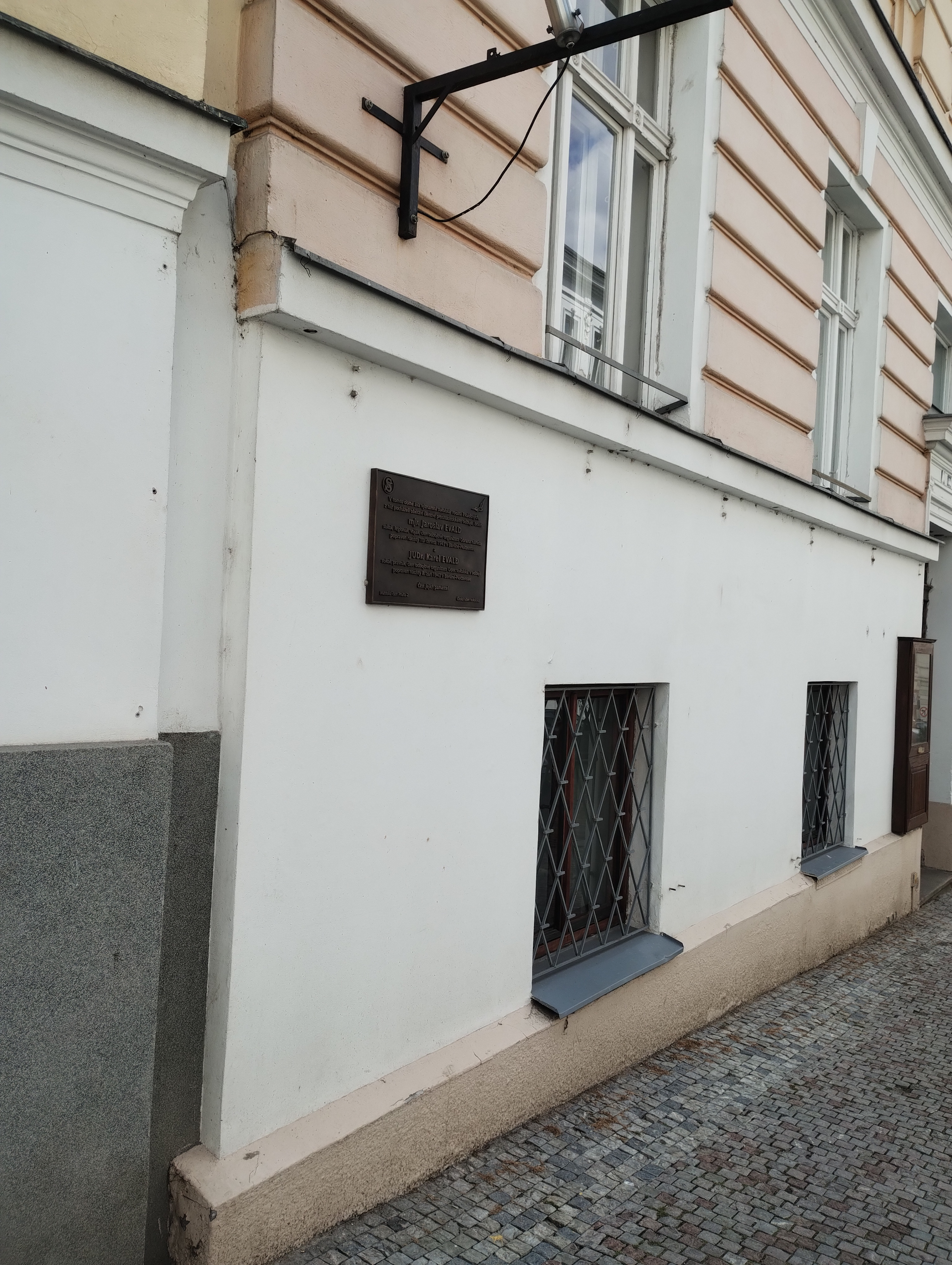
Dům, kde žila rodina Evaldových, s pamětní deskou (Vratislavova 129/36, Praha 2 - Vyšehrad)
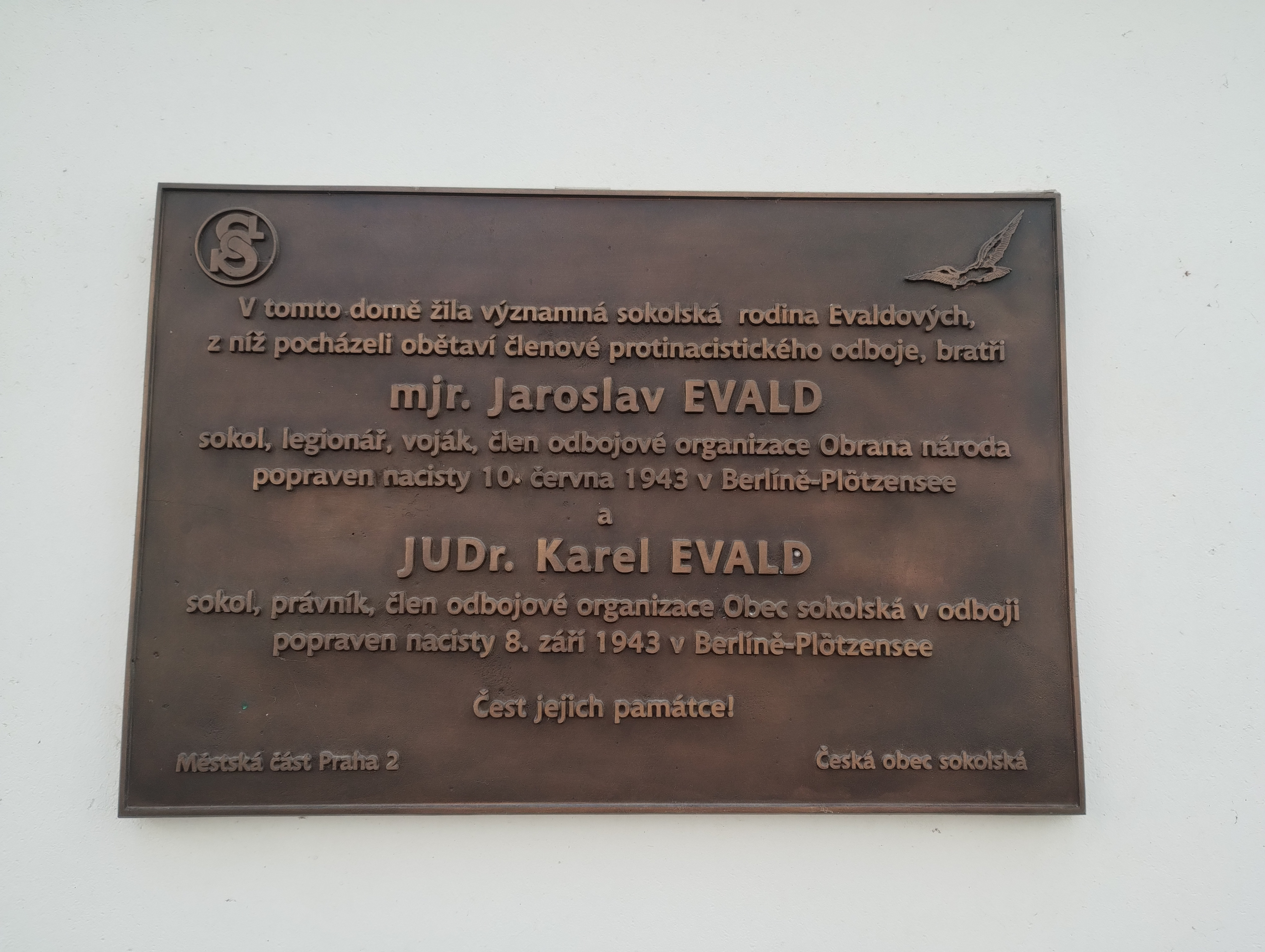
Pamětní deska Karlovi a Jaroslavovi Evaldovým (Vratislavova 129/36, Praha 2 - Vyšehrad)
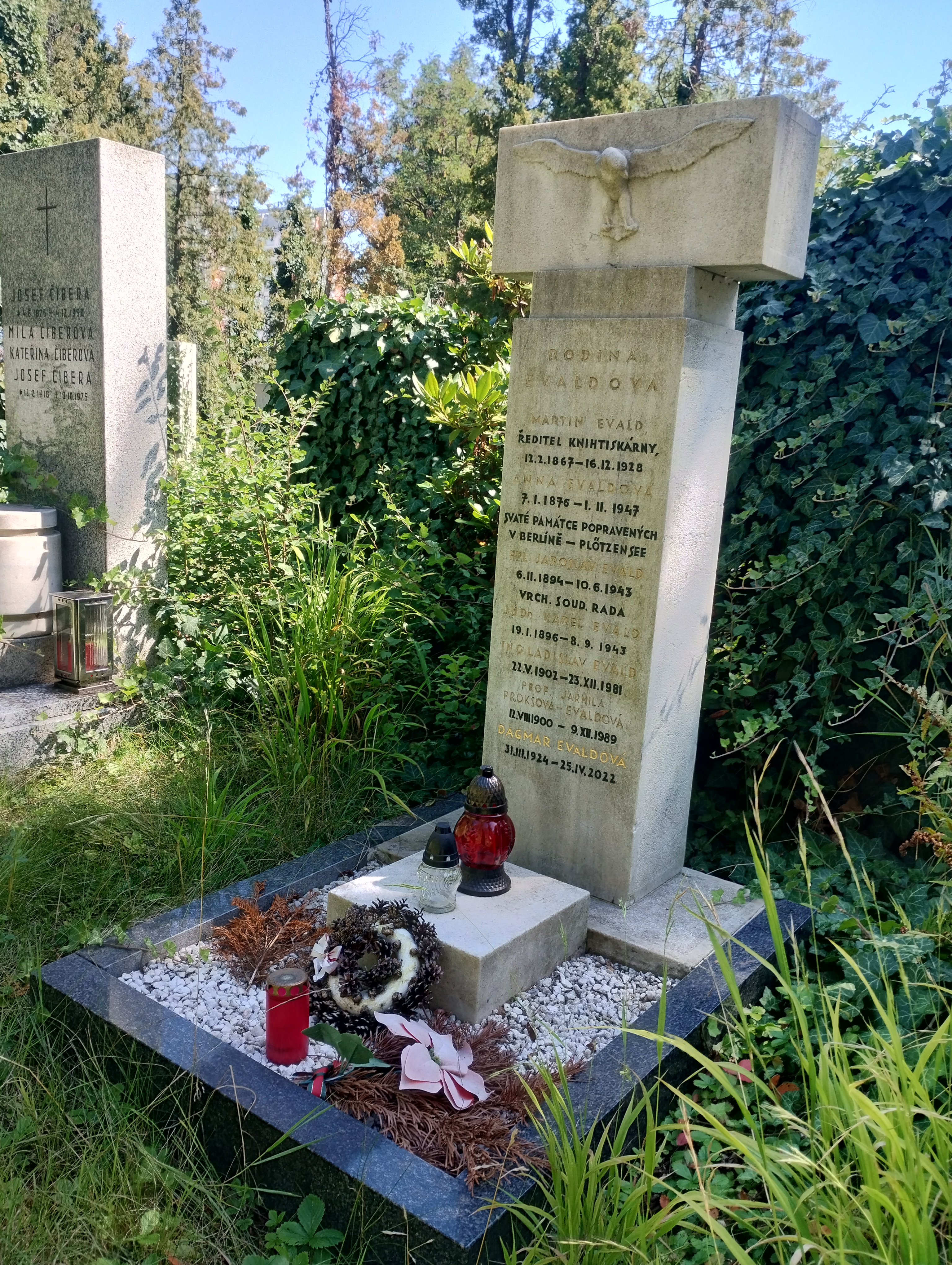
Kenotaf Karla a Jaroslava Evaldových na Vinohradském hřbitově
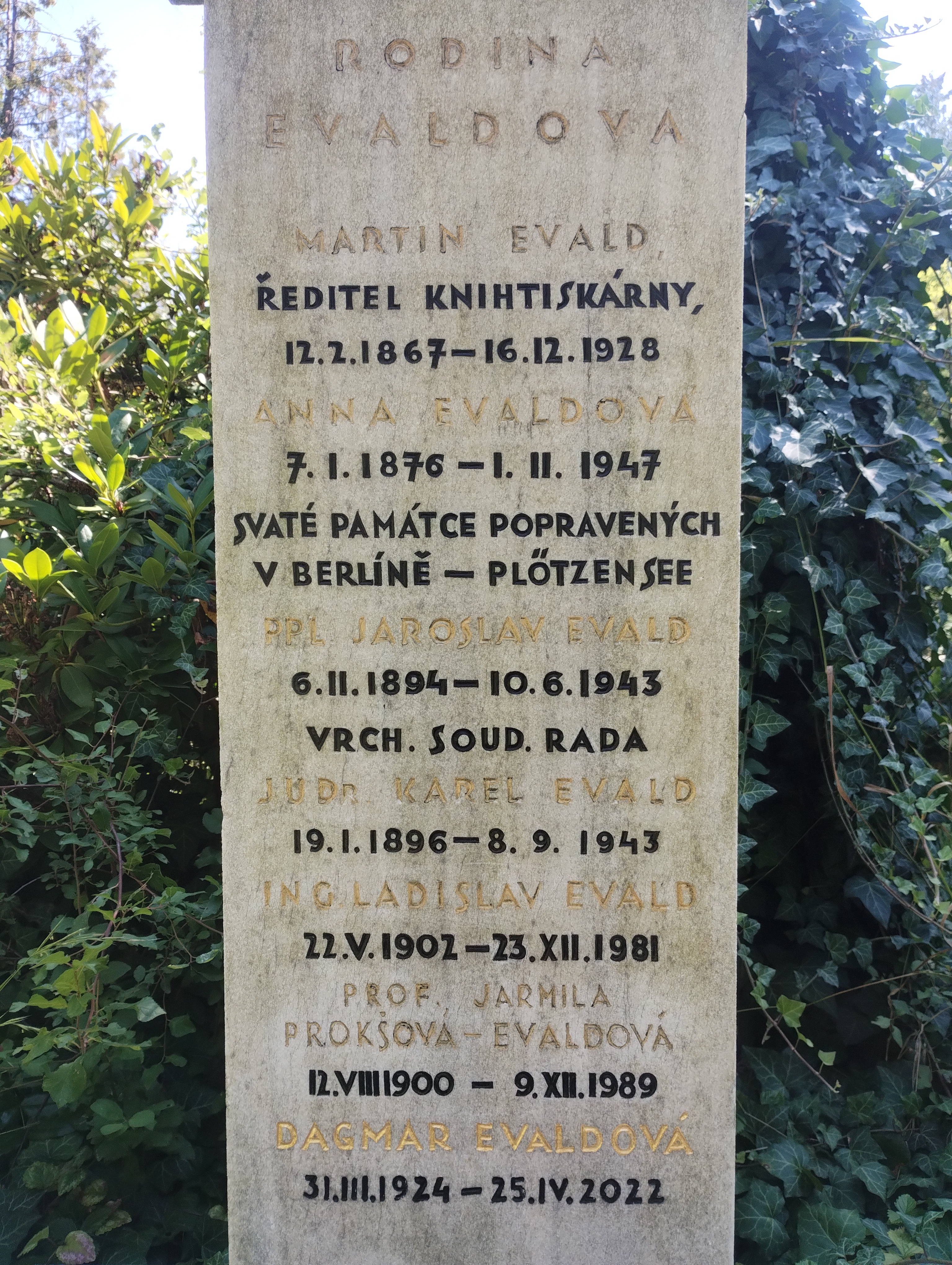
Kenotaf Karla a Jaroslava Evaldových na Vinohradském hřbitově (detail)